# جاي مور
جاي مور (بالإنجليزية: Jay Moore)‏ هو لاعب كرة قدم أمريكية أمريكي، ولد في 16 أغسطس 1983 في إيلكهورن في الولايات المتحدة.

## وصلات خارجية
- جاي مور على موقع JustSportsStats.com (الإنجليزية)